# Hybomitra kangdingensis
Hybomitra kangdingensis är en tvåvingeart som beskrevs av Xu och Song 1983. Hybomitra kangdingensis ingår i släktet Hybomitra och familjen bromsar. Inga underarter finns listade i Catalogue of Life.